# Vreid
I Vreid ("ira" in norvegese) sono un gruppo black metal formatosi dopo lo scioglimento dei Windir, a seguito della morte del cantante e fondatore Valfar.

## Storia
Il gruppo fu formato nel 2004 dai tre membri originari dei Windir più un nuovo chitarrista: Ese.

I Vreid hanno incorporato molti elementi della musica dei Windir, hanno fuso insieme le desolate atmosfere del black metal con elementi thrash metal.
Hanno registrato e pubblicato il loro primo album, Kraft, nel 2004; il secondo, Pitch Black Brigade, è uscito il 27 marzo 2006 via Tabu recordings, mentre I Krig è stato pubblicato nel maggio 2007.

L'uscita del quarto full-length della band intitolato Milorg, è avvenuta il 5 gennaio 2009.
Nel 2010 Ese lascia la band e viene sostituito da Strom, altro ex-Ulcus ed ex-Windir.
L'anno successivo viene pubblicato il quinto disco, intitolato appunto "V".
Nel 2013 e nel 2015 vengono pubblicati il sesto ed il settimo album, rispettivamente Welcome Farewell e Sólverv, ultimi due con la Indie Recordings.
Il 28 settembre 2018, stavolta sotto l'etichetta della Season of Mist, avviene l'uscita dell'ottavo album, Lifehunger.

## Discografia
Album in studio
- 2004 - Kraft
- 2006 - Pitch Black Brigade
- 2007 - I Krig
- 2009 - Milorg
- 2011 - V
- 2013 - Welcome Farewell
- 2015 - Sólverv
- 2018 - Lifehunger
- 2021 - Wild North West

DVD
- 2010 - Vreid Goddamnit

## Formazione

### Formazione attuale
- Sture Dingsøyr - voce, chitarra ritmica
- Strom - chitarra solista
- Hvàll (Jarle Kvåle) - basso
- Steingrim (Jørn Holen) - batteria

### Ex componenti
- Ese - chitarra solista